# Strateški menedžment
Strateški menedžment (ali strateško upravljanje in vodenje, angleško Strategic Management) je snovanje, načrtovanje in vodenje dolgoročnih organizacijskih strategij, ki vključuje:
- opazovanje organizacijskega okolja, tako notranjega kot zunanjega,
- oblikovanje strategij organizacije (vzročno-posledična opredelitev poslanstva, ciljev, strategij in politik),
- izvedbo strategij (opredelitev programov, budžetov in resursov-virov zanje ter procedur, načinov za izvedbo in izvedbo samo) ter
- evalvacijo - vrednotenje in kontrolo izvedbe organizacijskih strategij.